# The Disappointments Room
The Disappointments Room è un film statunitense del 2016 diretto da D.J. Caruso.

## Trama
Una architetta di nome Dana Barrow si trasferisce con il marito David e il loro figlio di 5 anni Lucas da Brooklyn alla tenuta Blacker nella campagna della Carolina del Nord, una casa da sogno un tempo grandiosa che è stata abbandonata dopo la morte dei suoi proprietari nel XIX secolo. All'arrivo, Dana inizia ad avere visioni inquietanti e incubi di un misterioso pastore tedesco e Lucas ricoperti di sangue. Trova una lapide fatta in casa sul terreno e un'area della casa non elencata nei progetti: una stanza il cui ingresso è bloccato da un grande armadio. La coppia lo spinge via solo per trovare una porta chiusa a chiave. Dana trova la chiave sopra il telaio della porta ed entra nella stanza, sperimentando la visione di una bambina tormentata da suo padre e dal suo pastore tedesco cominciando a soffrire di esaurimento nervoso.
Successivamente, viene rivelato che la coppia non ha solo Lucas, ma un anno prima dell'inizio del film David e Dana avevano avuto la loro secondogenita, Catherine, morta a nemmeno un anno di vita a causa di un incidente domestico.
Scossa dalla sua esperienza, Dana studia la storia della casa, venendo a conoscenza del giudice Ernest Blacker e di sua figlia, Laura Blacker, morta lo stesso giorno in cui nacque la figlia di Dana, 5 Luglio. Una donna di nome Judith le dice che la famiglia Blacker aveva una "stanza delle delusioni" segreta in soffitta, dove famiglie benestanti chiudevano crudelmente i loro figli deformi o disabili. Mentre trascorre più tempo a fare ricerche sulla casa, lo stato mentale di Dana inizia a districarsi e smette di assumere le sue medicine. Comincia ad avere inquietanti visioni di Laura, del giudice Blacker e del cane, e agisce in modo irregolare nei confronti di David e Lucas. Trova un ritratto nascosto del giudice Blacker e di sua moglie e lo brucia.
Mentre David intrattiene alcuni amici di famiglia in occasione di quello che sarebbe stato il primo compleanno di Catherine, Dana assume il tuttofare locale Ben Philips per scavare la tomba nel cortile. Il fantasma del giudice Blacker uccide Ben con una pala e Dana scopre il suo corpo che pende da un cappio sopra la tomba aperta. All'interno della tomba si trova lo scheletro deforme di Laura. In soffitta, trova il ritratto che ha bruciato completamente intatto. Entrando nella stanza delle delusioni, assiste a un flashback del giudice Blacker che uccide Laura con un martello mentre sua moglie cerca di fermarlo. Il cane di Blacker attacca Dana; rompe il collo del cane e impedisce a Blacker di uccidere suo figlio colpendo Blacker con il martello. David si precipita dentro, vedendo Dana colpire freneticamente il letto con Lucas dentro. Porta Lucas in camera da letto, poi torna a parlare con Dana.
Dopo essersi calmata, Dana riflette sulla morte di Catherine, un flashback rivela che la piccola Catherine non è morta a causa di un incidente domestico, ma morì soffocata dopo che la madre si era colpevolmente addormentata su di lei. Si rende conto che non può più dire ciò che è reale quando si rende conto che stava immaginando l'omicidio e il cadavere di Ben. David giura che torneranno a Brooklyn e che Dana migliorerà. Prima di andarsene, rimuove la porta dalla stanza delle delusioni e Dana prende una delle figurine di Laura. Mentre si allontanano, Dana vede il giudice Blacker che li guarda dalla finestra.